# Nguyễn Quang Bích
Nguyễn Quang Bích (chữ Hán: 阮光碧, 1832 – 1890), còn có tên là Ngô Quang Bích, tự Hàm Huy, hiệu Ngư Phong; là quan nhà Nguyễn, nhà thơ và là lãnh tụ cuộc khởi nghĩa chống Pháp tại vùng Tây Bắc (Việt Nam).

## Thân thế và sự nghiệp
Nguyễn Quang Bích sinh ngày 8 tháng 4 năm Nhâm Thìn (tức 7 tháng 5 năm 1832) tại làng Trình Phố, huyện Trực Định, phủ Kiến Xương, tỉnh Nam Định (nay là làng Trình Nhất, xã An Ninh, huyện Tiền Hải, tỉnh Thái Bình).
Ông vốn họ Ngô, nhưng do ông nội ông đổi sang họ ngoại là họ Nguyễn nên sử sách thường gọi ông là Nguyễn Quang Bích . Nguyễn Quang Bích là học trò của Hoàng Giáp Tam Đăng Phạm Văn Nghị. Năm 1858 đỗ tú tài. Đến khi Phạm Văn Nghị chuyển làm Thương Biện Hải Dương - Hải Phòng thì ông theo học tiến sĩ Doãn Khuê. Năm 1861, ông đỗ cử nhân và ông được bổ làm Giáo thụ phủ Trường Khánh, tỉnh Ninh Bình.nhưng ông dâng sớ xin không nhậm chức và ở nhà học thêm đồng thời mở trường dạy học. Lúc này ông thấy tình hình úng lụt cánh đồng Tam Tổng ông đã đứng ra vận động xây cống Tam Đồng.Lúa tốt năm hai vụ đến nay.
Năm Kỷ Tỵ (1869), thời Tự Đức, ông đỗ Đệ nhị giáp tiến sĩ đình nguyên (tức Hoàng giáp). Sau đó ông được cử làm Tri phủ tại phủ Lâm Thao (tỉnh Phú Thọ ngày nay), rồi Tri phủ Diên Khánh (tỉnh Khánh Hòa ngày nay) và lần lượt làm Án sát tỉnh Sơn Tây, Tế tửu Quốc tử giám Huế, Án sát tỉnh Bình Định.
Năm Ất Hợi (1875), được vua Tự Đức giao cho duyệt bộ sách Khâm định Việt sử Thông giám cương mục. Hai năm sau triều đình mở doanh điền Hưng Hóa (tức tỉnh Phú Thọ ngày nay) vừa khai hoang vừa phòng vệ vùng núi rừng Tây Bắc, ông được cử làm Chánh sơn phòng sứ. Đến năm sau (1878) ông kiêm thêm chức Tuần phủ tỉnh Hưng Hóa. Tại đây, Nguyễn Quang Bích phối hợp với Tôn Thất Thuyết, Hoàng Tá Viêm vừa đánh dẹp vừa lôi kéo phân hóa các đội quân người Trung Quốc mà sử cũ gọi là "giặc khách" (tàn dư của các cuộc chống Thanh, nhưng đã biến chất). Đặc biệt, trong số người mà Nguyễn Quang Bích cảm hóa được có Lưu Vĩnh Phúc, thủ lĩnh đội quân Cờ Đen (dư đảng của Thái Bình Thiên quốc).
Cũng thời kỳ này ông đã cho thành lập các đội dân binh ở khắp vùng Tây Bắc để chống giặc cờ trắng và cờ vàng. Điển hình là Sa Văn Nội ở Mộc Châu, Nông Văn Quang ở Văn Chấn, Cầm Hánh Cầm Tám ở Nghĩa Lộ, Đèo Văn Toa, Đèo Văn Trì, Cầm Bun Hoan vùng Lai Châu Điện Biên.Mỗi đoàn quân có từ 400 đến hơn 1000 tay súng, và là lực lượng chống Pháp sau này
Năm 1883 lợi dung tình hình nước ta rối ren nhà Thanh cử hai binh đoàn với hàng chục vạn quân do 2 tướng Hoàng Quế Lan và Triệu Ốc vào nước ta. Nguyễn Quang Bích đã dâng sớ tâu vua tỏ ý lo ngại việc này. Vua Tự Đức đã không thấy được nhãn quan chính trị sắc bén của ông mà trách ông rằng: đem bụng tiểu nhân đo lòng quân tử!. Ông lại dâng sớ vạch rõ những hành vi của đội quân này vào nước ta để vơ vét đòi chia đất với Pháp, lúc đo vua mới lệnh cho triệt binh quan Thanh về nước.

### Sự nghiệp kháng Pháp
Ngày 12 tháng 4 năm 1884, thành Hưng Hóa do Nguyễn Quang Bích cai quản bị quân Pháp với lực lượng hơn 7000 quân do hai viên tướng khét tiếng đàn áp nghĩa quân là Negrie và Briedlin chia làm hai mũi có pháo thuyền và đại bác yểm trợ đánh hạ, ông trèo lên Kính Thiên đài định tuẫn tiết, nhưng nhờ quân sĩ phá vòng vây cứu ra. Sau đó, ông thu tàn quân chạy về Tứ Mỹ, tiếp theo là Áo Lộc rồi lên Tiên Động (nay thuộc huyện Cẩm Khê, tỉnh Phú Thọ) lập căn cứ và dựng cờ khởi nghĩa kháng Pháp. Cờ thêu 4 chữ "Bình Tây Báo Quốc" và lời tuyên thệ "Việt quốc thiên thu nguyên bất dịch, Lạc Hồng tiên chủng phục hoàn tô" khẳng định chủ quyền dân tộc.
Tháng 7 năm 1885, vua Hàm Nghi xuất bôn ra Cam Lộ (Quảng Trị), ban bố dụ Cần Vương. Biết Nguyễn Quang Bích là người có chí và có tài đức, nhà vua phong ông làm Hiệp biện Đại học sĩ, Lễ bộ thượng thư, sung Hiệp thống Bắc Kỳ quân vụ đại thần, tước Thuần Trung hầu; lãnh nhiệm vụ tổ chức kháng chiến ở Bắc Kỳ (văn từ Tham tán, võ từ Đề Đốc được quyền liệu nghi lục dụng". Năm sau (1886). Bố Chính Nguyễn Văn Giáp đưa quân từ Tuần Quán về hiệp lực, Bố Giáp nhận sắc phong Hiệp đốc Bắc Kỳ quân vụ Đại thần, Phấn Trung tướng quân,Tổng đốc Sơn Hưng Tuyên, được giao chỉ huy đánh thắng nhiều trận ở Thanh Mai,Tứ Mỹ,Tiên Động...Nhiều sĩ phu các vùng miền xa xôi đã tìm đến Tiên Động cùng ông mưu bàn việc phục quốc như Vũ Hữu Lợi, Nguyễn Xuân Ôn, Phan Đình Phùng, Trần Ngọc Dư, Nguyễn Thiện Thuật, Nguyễn Quang Hoan, Nguyễn Tử Ngôn, Đốc Nhưỡng, Đề Quảng, Đàm Chí Trạch, Tống Duy Tân, ông Nguyễn Thiện Thuật được cử về phục dựng lại phong trào Bãi Sậy của Đinh Gia Quế lúc đó đang gặp khó khăn và ông Tống Duy Tân sau đó nổi lên với cuộc khởi nghĩa Hùng Lĩnh...
Kể từ đó, với uy tín của mình, ông vừa trực tiếp chỉ huy phong trào, vừa tìm cách liên hệ để phối hợp với các phong trào khác như Phan Đinh Phùng ở Thanh Nghệ, Đèo Văn Trì (thủ lĩnh người Thái), Nông Văn Quang, Cầm Văn Hoan, Cầm Văn Thanh,...Ngoài ra, ông còn lôi kéo được nhiều sĩ phu, tù trưởng và đông đảo người dân (gồm các dân tộc Kinh, Thái, Mường, Mông) trong vùng tham gia chiến đấu hay ủng hộ kháng chiến.
Trong hai năm 1885-1886, Vua Hàm Nghi đã hai lần cử sang Trung Quốc cầu viện, (nhưng việc không thành, vì triều đình nhà Thanh đã thỏa hiệp với thực dân Pháp), ông được các quan lại miền nam Trung Quốc tư giúp 600 khẩu súng 60 hòm đạn và 2000 cân thuốc phiện chi dụng cho quân trang...
Cuối năm 1886, Nguyễn Quang Bích trở về nước, do yêu cầu mới về chiến lược, chuẩn bị cho việc đón vua Hàm Nghi ra Bắc, nên ông và Nguyễn Văn Giáp (tức Bố Giáp,một Danh tướng,một cộng sự đắc lực) bèn đem quân lên Nghĩa Lộ (trước thuộc châu Văn Chấn, nay là thị xã Nghĩa Lộ thuộc tỉnh Yên Bái) xây dựng căn cứ mới.
Tháng 4 năm 1888, Soái phủ Nam Kỳ gửi thêm viện binh ra Bắc Kỳ. Ngay sau đó, quân Pháp chia làm hai đạo mở cuộc hành quân lên Nghĩa Lộ. Đạo thứ nhất gồm 400 quân do Thiếu tá Bose chỉ huy, đi từ Ngòi Hút (tức Đại Lịch). Đạo thứ hai gồm 384 quân do Thiếu tá Berger chỉ huy tiến từ Ngòi Lao. Dọc đường cả hai đạo quân đều chịu thiệt hại nặng vì bị mai phục và dịch bệnh, nên mặc dù chiếm được một số nơi mà vẫn phải triệt hồi.
Cuối năm 1887 sau khi phó tướng Nguyễn Văn Giáp hy sinh, cầm cự ở đây thêm ít tháng nữa thì Nguyễn Quang Bích mang quân rời Nghĩa Lộ đến châu Yên Lập, là một huyện miền núi của tỉnh Hưng Hóa nay thuộc Phú Thọ, để củng cố phong trào kháng chiến tại vùng này. Pháp đưa chiến thư dụ ông đầu hàng sẽ chu cấp bổng lộc hậu. Ông đã trả lời đanh thép rằng: "Thắng mà sống thì là nghĩa sĩ triều đinh. Chẳng may mà thua mà chết thì cũng làm quỷ thiêng giết giặc. Ta thà "chịu tội" với nhất thời, quyết không mắc tội với vạn thế!"
Và từ nơi đây, ông đã phái nhiều đạo quân đi đánh phá nhiều nơi. Công cuộc đang thu được một số kết quả, thì bất ngờ ông lâm bệnh nặng rồi mất tại núi Tôn Sơn, (thuộc xã Mậu Mộ Xuân, huyện Yên Lập, tỉnh Phú Thọ) ngày rằm tháng 12 năm Canh Dần (tức 24 tháng 1 năm 1890)
Phong trào kháng Pháp bị giảm sút nặng nề sau cái chết của ông. Tuy nhiên, công cuộc kháng Pháp do ông và các đồng đội đã dày công gây dựng vẫn chưa chấm dứt hoàn toàn mà còn được tiếp tục ở miền hạ lưu sông Đà, nổi bật là cuộc chién đấu ở Thanh Sơn]] do Đốc Ngữ làm thủ lĩnh, ở vùng sông Thao do Đề Kiều chỉ huy... và Hùng Lĩnh (Thanh Hoa) do Tống Duy Tân lúc này thay ông với chức Hiệp Thống Bắc Kỳ chỉ huy đến tận năm 1893 mới chấm dứt nhưng cuộc chiến đấu vùng Lạng Giang - Yên thế lại bùng lên và tiếp tục cho đến những năm đầu thế kỷ XX.

### Sự nghiệp văn chương
Nguyễn Quang Bích để lại Ngư phong thi tập (Tập thơ Ngư Phong), gồm 112 bài thơ bằng chữ Hán phần lớn theo các thể Đường luật, sáng tác trong những năm ông lãnh đạo nghĩa quân chống Pháp, biểu lộ tiếng nói bi phẫn, đặc trưng cho một giai đoạn lịch sử. Ngoài ra, ông còn có các bài văn, câu đối, liễn điếu viếng các đồng đội tử trận. Đặc biệt "Thư trả lời quân Pháp" với lời lẽ khẳng khái, ý chí quyết hi sinh vì độc lập, dân tộc . Và " Văn sách thi Đình" thể hiện tư tưởng "Trọng dân" của ông. Trong đó có câu nổi tiếng: "Trời nhìn nhận cũng như dân nhìn nhận, trời nghe cũng như dân nghe, lòng dân ở đâu tức ý trời ơ đó". (Ví dân như trời ít ai dám viết trước mặt thiên tử). Khoa Kỷ Tỵ ông đỗ Đình Nguyên Hoàng Giáp. Được vào bệ kiến vua. Theo Thông lệ vị Đình Nguyên được dâng biểu tâu điều tâm đắc nhất của mình. Trong biểu có câu: Sở vị bàn căn biệt lợi khí chi thu, phi thần chi sở cảm ngôn, thí như Ưng Chiên trục Ô Thước chi tâm tố thần chi sở nguyện học. Nghĩa là: Nếu như bảo chém gỗ quánh mới biết búa sắc thần không dám nói, ví như chim Ưng Chiên, đánh đuổi loài Quạ thần quyết noi theo. Ông như nhắc khéo vua việc đánh đuổi xâm lược Pháp lấy lại lục tỉnh...Nói đi đôi với làm, và cả cuộc đời ông sau đó đã chiến đấu chống thực dân Pháp đến hơi thở cuối cùng

## Ghi nhận công lao
Sử gia Phạm Văn Sơn viết Nguyễn Quang Bích được người dân đương thời "coi như "Phật sống", ngoài ra ca ngợi ông "biết tài mà tiến cử họ Lưu [Lưu Vĩnh Phúc]". Tác giả cũng nhấn mạnh ông "khẳng khái từ chối" chiêu dụ hàng của thực dân Pháp
Nhà sử học Trần Văn Giầu ca ngợi nghĩa khí của Nguyễn Quang Bích với "tư tưởng yêu nước, vì nước quên thân", có sức mạnh "hiệu triệu đoàn kết và khích lệ "
Nhà sử học Pháp Charles fourniau viết: "Nguyễn Quang Bích chỉ huy vùng phía Tây châu thổ... ông là hiện thân như mẫu của những nhà nho yêu nước, tạo nên linh hồn của cuộc kháng chiến của dân tộc..."
Ngày nay, tên Nguyễn Quang Bích được đặt cho một con phố thuộc quận Hoàn Kiếm, Hà Nội (nguyên vào thời Pháp thuộc là hai phố Phạm Phú Thứ và phố Hội Tin lành). Phố Nguyễn Quang Bích dài khoảng 120 mét, nối phố Phùng Hưng với phố Nguyễn Văn Tố). Ngoài ra, tên ông còn được đặt cho các đường phố ở các địa phương khác, như ở quận Tân Bình, thành phố Hồ Chí Minh, Thành phố Huế, thành phố Đà Nẵng, thành phố Rạch Giá, tỉnh Kiên Giang.thành phố Thái Bình, thị xã Nghĩa lộ....và nhiều nơi lập đền thờ ông như Khe Cháu Yên Lập, Hưng Hoá Tam Nông, Tiên Động huyện Cẩm Khê, Trình Phố Tiền Hải Thái Bình. Ngoài ra tương truyền các địa danh như làng Cố Đô (sơn tây) Làng Trình Xá (lâm Thao) và Làng Mè (phú thọ) đã lập sinh từ thờ ông.

## Sách tham khảo chính
- Phạm Văn Sơn, Việt sử tân biên (quyển 5, tập trung). Tác giả tự xuất bản, Sài Gòn, 1963.
- Hoàng Văn Lân-Ngô Thị Chính, Lịch sử Việt Nam [1858-cuối XIX], quyển 3, tập 1, phần 1. Nhà xuất bản Giáo dục, 1979.
- Lê Tượng-Vũ Kim Biên, Lịch sử Vĩnh Phú. Ty Văn hóa và Thông tin Vĩnh Phú xuất bản, 1980.
- Nguyễn Q. Thắng-Nguyễn Bá Thế, Từ điển nhân vật lịch sử Việt Nam. Nhà xuất bản Khoa học-Xã hội, 1992.
- Nguyễn Huệ Chi, mục từ Nguyễn Quang Bích in trong Từ điển văn học (bộ mới). Nhà xuất bản Thế giới, 2004.

|}